# Territoriale prelatuur Loreto
De territoriale prelatuur Loreto (Latijn: Territorialis Praelatura ab Alma Domo Lauretana; Italiaans: Prelatura territoriale di Loreto) is een in Italië gelegen rooms-katholieke territoriale prelatuur rond het bedevaartsoord Loreto in de provincie Ancona. De prelatuur behoort tot de kerkprovincie Ancona-Osimo, en is, samen met de bisdommen Jesi, Fabriano-Matelica en Senigallia suffragaan aan het aartsbisdom Ancona-Osimo. 
Het gebied omvat de Basiliek van het Heilig Huis en de stad Loreto.

## Geschiedenis
De prelatuur werd op 11 oktober 1935 als apostolische administratie ingericht en onder gezag van de kerkprovincie Ancona geplaatst. Op 24 juni 1965 verhief paus Paulus VI de administratie tot territoriale prelatuur.

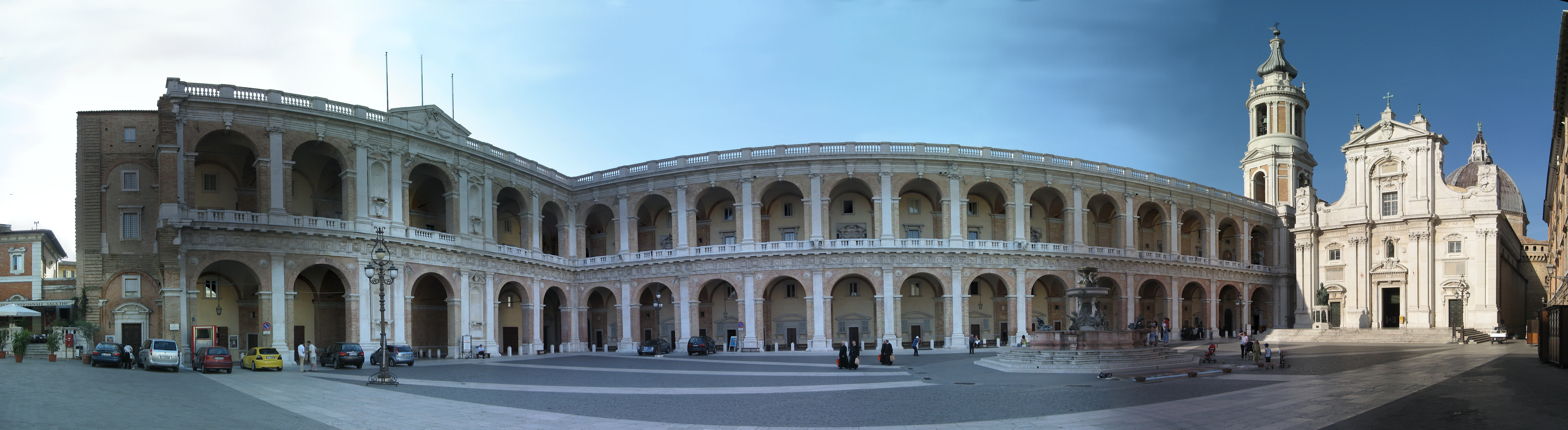
Plein voor de Basiliek van het Heilig Huis

## Prelaten van Loreto

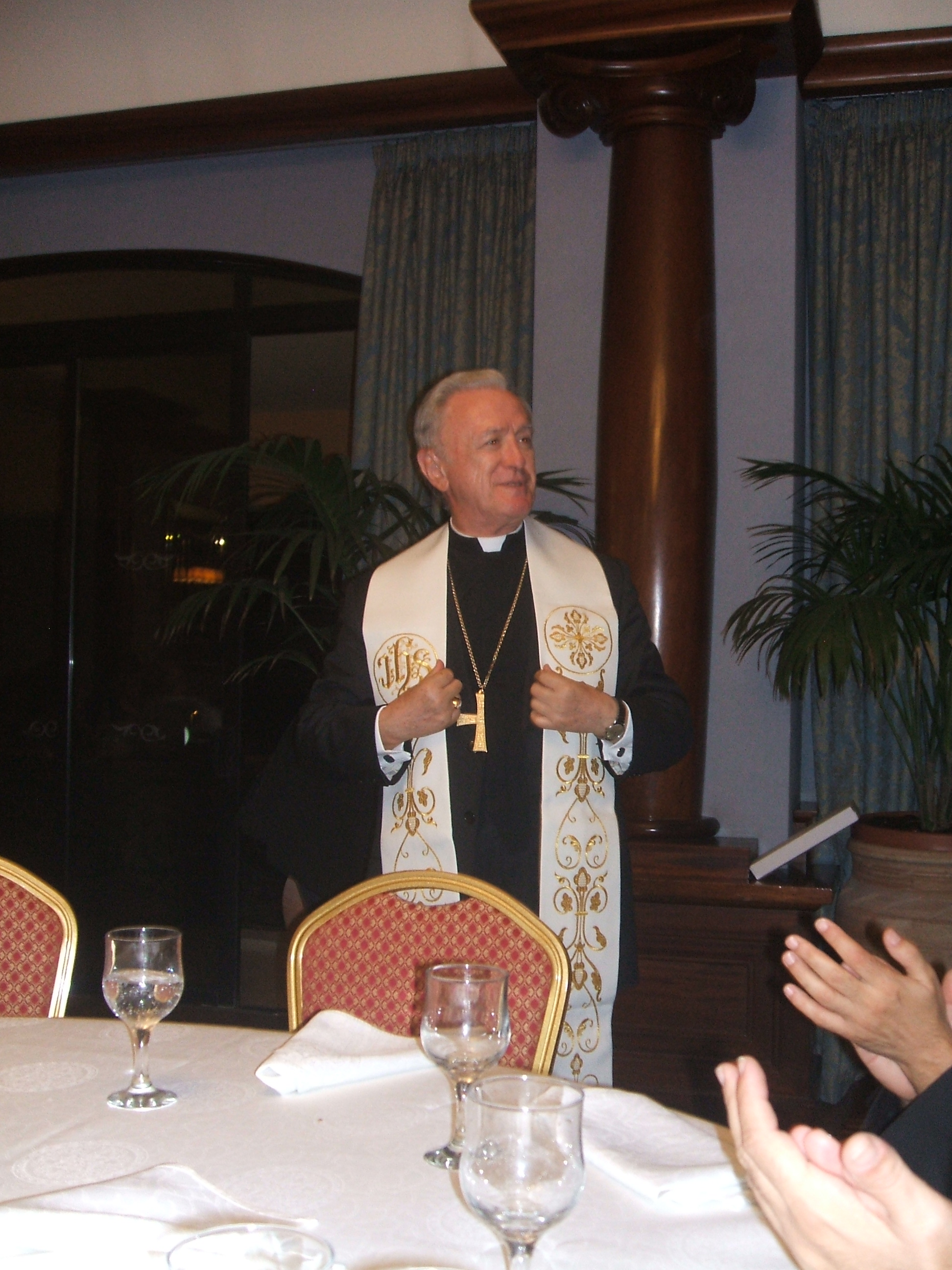
Aartsbisschop Giovanni Tonucci, de huidige prelaat van Loreto

De volgende personen waren prelaat van Loreto:
- 1935–1960: Gaetano Malchiodi (administrator)
- 1961–1965: Angelo Prinetto (administrator)
- 1965–1971: Aurelio Sabattini
- 1971–1988: Loris Francesco Capovilla
- 1988–1996: Pasquale Macchi
- 1996–2005: Angelo Comastri
- 2005–2007: Gianni Danzi
- 2007-heden: Giovanni Tonucci